# Gmina Vordingborg (1970–2006)
Gmina Vordingborg (duń. Vordingborg Kommune) była w latach 1970–2006 (włącznie) jedną z gmin w Danii w okręgu Storstrøms Amt.  
Siedzibą władz gminy było miasto Vordingborg. 
Gmina Vordingborg została utworzona 1 kwietnia 1970 na mocy reformy podziału administracyjnego Danii. Po kolejnej reformie w 2007 r. weszła w skład nowej gminy Vordingborg.

## Dane liczbowe
- Liczba ludności: (♀ 10 165 + ♂ 10 526) = 20 691
  - wiek 0-6: 7,9%
  - wiek 7-16: 12,1%
  - wiek 17-66: 65,6%
  - wiek 67+: 14,4%
- zagęszczenie ludności: 117,6 osób/km²
- bezrobocie: 5,1% osób w wieku 17-66 lat
- cudzoziemcy z UE, Skandynawii i USA: 85 na 10 000 osób
- cudzoziemcy z krajów Trzeciego Świata: 200 na 10 000 osób
- liczba szkół podstawowych: 6 (liczba klas: 109)